# Anathallis adenochila
Anathallis adenochila é uma espécie de orquídea (Orchidaceae) originária do Brasil.

## Leituras adicionais
- R. Govaerts, D. Holland Baptista, M.A. Campacci, P.Cribb (K.), Checklist of Orchidaceae of Brazil. The Board of Trustees of the Royal Botanic Gardens, Kew. «Published on the Internet» (em inglês) (2008).
- Luer, Carlyle A.: Icones Pleurothallidinarum (sistemática de Pleurothallidinae), volumes I a XXIX, Missouri Botanical Garden press (1978-2007).
- Pridgeon, A.M., Cribb, P.J., Chase, M.A. & Rasmussen, F. eds.. Genera Orchidacearum vol. 4 - Epidendroideae (Part 1). Oxford Univ. Press (2006).
- de Barros, F. (2005). Notas taxonômicas para espécies Brasileiras dos gêneros Acianthera, Anathallis, Specklinia e Heterotaxis (Orchidaceae). Hoehnea 32: 421-428.